# Alfonso de Liechtenstein
Alfonso Constantino Maria de Liechtenstein (Alfons Constantin Maria von und zu Liechtenstein; Londres, 18 de maio de 2001) é o único filho do príncipe Maximiliano de Liechtenstein e de sua esposa, Ângela Gisela Brown. Alfonso ocupa a sexta posição na linha de sucessão ao trono liechtensteinense, atrás de seu pai, tio e primos. Além disso, ele é o único príncipe europeu de ascendência negra.
A família vive atualmente em Hamburgo, na Alemanha.

## Títulos e estilos
- 18 de maio de 2001 - presente: "Sua Alteza Sereníssima, príncipe Alfonso de Liechtenstein, Conde de Rietberg"

De acordo com a Constituição de Liechtenstein, de 26 de outubro de 1993, todos os membros da casa são Príncipes/Princesas de Liechtenstein e Condes/Condessas de Rietberg.